# Ceromya femorata
Ceromya femorata là một loài ruồi trong họ Tachinidae.